# Ron Lynch
Ron Lynch (Bethpage, 1º febbraio 1953) è un comico, attore e doppiatore statunitense.

## Carriera
È apparso in numerosi film e programmi televisivi, tra cui Corporate, Corpse Tub, Another Period, Dope State, Comedy Bang! Bang! e Portlandia. Ha lavorato come doppiatore per diverse serie animate, tra cui Home Movies, Bob's Burgers e Tom Goes to the Mayor e ha fatto alcune apparizioni speciali in Dr. Katz, Professional Therapist, The Sarah Silverman Program, Andy Richter Controls the Universe, Adventure Time e Marco e Star contro le forze del male.
Lynch ha ospitato uno spettacolo di varietà settimanale chiamato Tomorrow!, che andava in onda il sabato sera a mezzanotte presso lo Steve Allen Theatre di Hollywood, in California. Il Tomorrow! Show è tornato nella nuova sede di Dynasty Typewriter presso l'Hayworth Theatre, il 3 febbraio 2018.

## Filmografia

### Attore

#### Cinema
- Aspettando la luce (Waiting for the Light), regia di Christopher Monger (1990)
- Dogfight - Una storia d'amore (Dogfight), regia di Nancy Savoca (1991)
- Melvin Goes to Dinner, regia di Bob Odenkirk (2003)
- The Mother of Invention, regia di Joseph M. Petrick e Andrew Bowser (2009)
- Incredibly Small, regia di Dean Peterson (2010)
- Tim and Eric's Billion Dollar Movie, regia di Tim Heidecker e Eric Wareheim (2012)
- Smashed, regia di James Ponsoldt (2012)
- Seven Stages to Achieve Eternal Bliss, regia di Vivieno Caldinelli (2018)

#### Televisione
- Hello There - film TV (1995)
- ShortCuts - serie TV, 1 episodio (2000)
- Raising Dad - serie TV, 2 episodi (2001-2002)
- Andy Richter Controls the Universe - serie TV, 1 episodio (2003)
- Sunday Detective Film Theatre - film TV (2004)
- Man with a Van - film TV (2004)
- Cheap Seats: Without Ron Parker - serie TV, 1 episodio (2005)
- Lovespring International - serie TV, 2 episodi (2006)
- Powerloafing - serie TV, 1 episodio (2007)
- Frank TV - serie TV, 1 episodio (2008)
- The McCaingels - serie TV, 3 episodi (2008)
- The Quest for the Golden Hot Dog - serie TV (2009)
- The Sarah Silverman Program. - serie TV, 5 episodi (2007-2010)
- Tim and Eric Awesome Show, Great Job! - serie TV, 4 episodi (2007-2010)
- UCB Comedy Originals - serie TV, 5 episodi (2009-2013)
- The Hairdos - film TV (2010)
- True Jackson, VP - serie TV, 1 episodio (2010)
- Happy Endings - serie TV, 1 episodio (2011)
- COPS: Skyrim - serie TV (2013)
- RVC: The Lone Shopping Network - serie TV, 6 episodi (2012-2013)
- Law of the Land - serie TV (2013)
- The Birthday Boys - serie TV, 1 episodio (2013)
- Another Period - serie TV, 2 episodi (2013-2016)
- Debbie in LA - serie TV (2014)
- Comedy Bang! Bang! - serie TV, 1 episodio (2014)
- Santiago - serie TV, 2 episodi (2014-2015)
- International Ghost Investigators - serie TV, 5 episodi (2014-2015)
- W/ Bob and David - serie TV, 1 episodio (2015)
- Portlandia - serie TV, 1 episodio (2016)
- The Night Time Show with Stephen Kramer Glickman - serie TV, 1 episodio (2016)
- The Beaumont Catalogue - serie TV, 2 episodi (2016)
- Dad Friends - film TV (2016)
- The Comedy Show Show - serie TV, 1 episodio (2016)
- The Milli Show - serie TV, 1 episodio (2017)
- Late Tonight with Nick Burton - serie TV, 1 episodio (2017)
- Dope State - film TV (2017)
- Corporate - serie TV, 1 episodio (2018)
- Please Understand Me - serie TV, 1 episodio (2018)

#### Cortometraggi
- Pulp Comics: Louis C.K.'s Filthy Stupid Talent Show, regia di Joe Perota (1999)
- The Lady Policeman, regia di Kevin Mock (2005)
- Come to the Net, regia di Chuck Sklar (2007)
- Without a Hitch, regia di Sari Karplus (2008)
- Coco Lipshitz: Behind the Laughter, regia di Beth Dewey (2009)
- Two-Legged Rat Bastards, regia di Scott Weintrob (2011)
- Portrait of Leonore, regia di Peter Wonsuk Jin (2011)
- Monopoly, regia di Aaron Moles (2012)
- Claude the Intern, regia di Pat Bishop (2012)
- Greenboy: Prescription for Death, regia di Mike Upchurch (2013)
- Dr Awkward, regia di Daniel Auber (2013)
- Ice Bucket Challenge Life Fail, regia di Michael Busch (2014)
- The Green Room, regia di Justin Carlton (2014)
- Mystery Shopper, regia di Shelly Lyons (2014)
- You Are Not Alone, regia di Mike Postalakis (2016)
- Dennis, regia di Jefferson Dutton (2016)
- A Place No One Knows, regia di Clay Tatum e Whitmer Thomas (2016)
- Doll eyes, regia di Shelly Lyons (2016)
- Lovebirds, regia di Ahamed Weinberg (2017)
- King of LA, regia di Bobby McCoy (2017)
- Back from the Future, regia di D.W. Thomas (2017)

### Doppiatore
- Dr. Katz, Professional Therapist - serie animata, 2 episodi (1997)
- Home Movies - serie animata, 50 episodi (1999-2004)
- Tom Goes to the Mayor - serie animata, 22 episodi (2004-2006)
- American Dad! - serie animata, 1 episodio (2006)
- Adventure Time - serie animata, 10 episodi (2011-2018)
- Bob's Burgers - serie animata, 13 episodi (2011-2018)
- Marco e Star contro le forze del male (Star vs. the Forces of Evil), 2 episodi (2016-2017)

## Doppiatori italiani
Da doppiatore è sostituito da:
- Achille D'Aniello in Adventure Time
- Raffaele Palmieri in Bob's Burgers